# Валевачі
Валевачі (біл. вёска Валевачы) — село в складі Червенського району Мінської області, Білорусь. Село є адміністративним центром Валевачівської сільської ради, розташоване в центральній частині області.